# Langues zanes
Les langues zanes (ou zanuri) (géorgien : ზანური ენები) désignent une branche des langues kartvéliennes constituée du mingrélien et du laze ,. La dénomination zane a été promue par plusieurs linguistes géorgiens de l'époque soviétique, certains d'entre eux considérant même que les deux langues forment un continuum dialectal, vestige d'une hypothétique langue zane éteinte. Ce concept linguistique est cependant souvent contesté sur les critères d'intelligibilité mutuelle les plus couramment appliqués lors de la détermination des frontières entre les langues, car le mingrélien et le laze ne sont qu'en partie mutuellement intelligibles, bien que des locuteurs d'une langue puissent reconnaître une importante quantité de vocabulaire de l'autre, principalement en raison des emprunts sémantiques, des emprunts lexicaux et d'autres caractéristiques spatiales résultant de la proximité géographique et des contacts étroits historiques communs aux continuums dialectaux,.
Le terme zane vient du nom gréco-romain de l'un des principaux peuples de Colchide durant l'Antiquité, les Sanniens, qui est presque identique à l'ethnonyme zanär donné aux Mingréliens par les Svanes (un groupe kartvélien du nord-ouest). Le linguiste géorgien Akaki Shanidze a proposé d'appeler "colche" ou "colchidien" cette branche des langues kartvéliennes,.

## Histoire
Selon une analyse glottochronologique de G. Klimov, les langues zanes se seraient séparées du kartvélien commun vers le VIIIe siècle avant J.-C. Elles auraient été parlées par une communauté linguistique continue s'étendant le long de la côte de la mer Noire, de l'actuelle Trabzon, en Turquie, à l'ouest de la Géorgie, existant également dans les provinces modernes de Giresun et d'Ordu en Turquie. Entre le milieu du VIIe siècle et le milieu du VIIIe  siècle ap. J.-C., les locuteurs des langues zanes auraient été séparés par la migration des peuples de langue géorgienne d'Ibérie (Géorgie orientale), chassés par les Arabes, qui ont pris le contrôle des régions d' Imereti, de Guria et d'Adjarie. Séparées par la géographie, puis par la politique et la religion, les langues du groupe zane ont finalement divergé pour donner le mingrélien et le laze, compartimentés par d'autres langues kartvéliennes à compter du XVIIIe siècle environ. Étant donné que la différenciation était fondamentalement complète au début des temps modernes[Quand ?], il n'est guère pertinent de parler d'une langue zane unique aujourd'hui. Actuellement, le mingrélien est parlé par les Mingréliens principalement dans le nord-ouest de la Géorgie (Mingrélie et Abkhazie), tandis que le laze est parlé par le peuple laze en Turquie (et dans une petite partie de l'Adjarie, dans le sud-ouest de la Géorgie),.